# Distrito de Cotswold
Cotswold es un distrito no metropolitano del condado de Gloucestershire (Inglaterra). Fue constituido el 1 de abril de 1974 bajo la Ley de Gobierno Local de 1972 como una fusión del distrito urbano de Cirencester y los distritos rurales de Cirencester, North Cotswold, Northleach y Tetbury.

## Geografía
Según la Oficina Nacional de Estadística británica, Cotswold tiene una superficie de 1164,52 km².

## Demografía
Según el censo de 2001, Cotswold tenía 80 376 habitantes (48,6% varones, 51,4% mujeres) y una densidad de población de 69,02 hab/km². El 18,62% eran menores de 16 años, el 71,43% tenían entre 16 y 74, y el 9,95% eran mayores de 74. La media de edad era de 41,93 años. 
Según su grupo étnico, el 98,8% de los habitantes eran blancos, el 0,48% mestizos, el 0,24% asiáticos, el 0,1% negros, el 0,17% chinos, y el 0,21% de cualquier otro. La mayor parte (94,41%) eran originarios del Reino Unido. El resto de países europeos englobaban al 2,24% de la población, mientras que el 0,8% había nacido en África, el 1,11% en Asia, el 0,96% en América del Norte, el 0,08% en América del Sur, el 0,37% en Oceanía, y el 0,03% en cualquier otro lugar. El cristianismo era profesado por el 80,13%, el budismo por el 0,18%, el hinduismo por el 0,07%, el judaísmo por el 0,14%, el islam por el 0,13%, el sijismo por el 0,02%, y cualquier otra religión por el 0,28%. El 12,87% no eran religiosos y el 6,16% no marcaron ninguna opción en el censo.
El 37,64% de los habitantes estaban solteros, el 46,94% casados, el 1,74% separados, el 6,31% divorciados y el 7,38% viudos. Había 34424 hogares con residentes, de los cuales el 28,98% estaban habitados por una sola persona, el 6,87% por padres solteros con o sin hijos dependientes, el 62,09% por parejas (53,66% casadas, 8,43% sin casar) con o sin hijos dependientes, y el 2,05% por múltiples personas. Además, había 1226 hogares sin ocupar y 1183 eran alojamientos vacacionales o segundas residencias.